# Damase Parizeau
Pour les articles homonymes, voir Parizeau.
Damase Parizeau (Fraserville (Boucherville), Québec, 1841 - Montréal, Québec, 23 octobre 1915), aussi connu sous le nom de Damase Dalpé dit Parizeau est un homme d'affaires et un homme politique québécois. Il était le député de la circonscription de Montréal no 3 pour le Parti conservateur du Québec de 1892 à 1897.

## Biographie
Né à Boucherville, en 1841, Damase est le fils d'Antoine Dalpé dit Parizeau et d'Aglaée Myette. Après avoir fait ses études à Boucherville, il travaille comme cultivateur sur la terre familiale, puis devient menuisier. Plus tard, il fait fortune dans le commerce du bois. 
Le 11 janvier 1864, il épouse Marie-Geneviève Chartrand, fille de Jean-Baptiste Chartrand, menuisier, et d'Angélique Desnoyers. Au cours de sa vie, il est très actif dans le milieu des affaires. Il porte notamment le titre de président de la Workmen's Benefit Association et est l'un des cofondateurs (et président) de la Chambre de commerce de Montréal. 
Il est élu député conservateur dans Montréal no 3 en 1892. Toutefois, l'opinion publique se retourne contre les conservateurs et Damase Parizeau perd son siège en 1897. Il se présente dans Chambly-Verchères aux élections fédérales de 1900, mais ne réussit pas à se faire élire. Après les élections de 1897, à 61 ans, Damase Parizeau fait faillite et doit vendre sa maison de Boucherville. Il déménage à Chambly, où il est président de la Société d'agriculture du comté.
Damase Parizeau est mort à Montréal, le 23 octobre 1915, à l'âge d'environ 74 ans. Il a été enterré au Cimetière Notre-Dame-des-Neiges, à Montréal.
Il est connu aujourd'hui pour être l'arrière-grand-père de Jacques Parizeau.